# 2-1-0

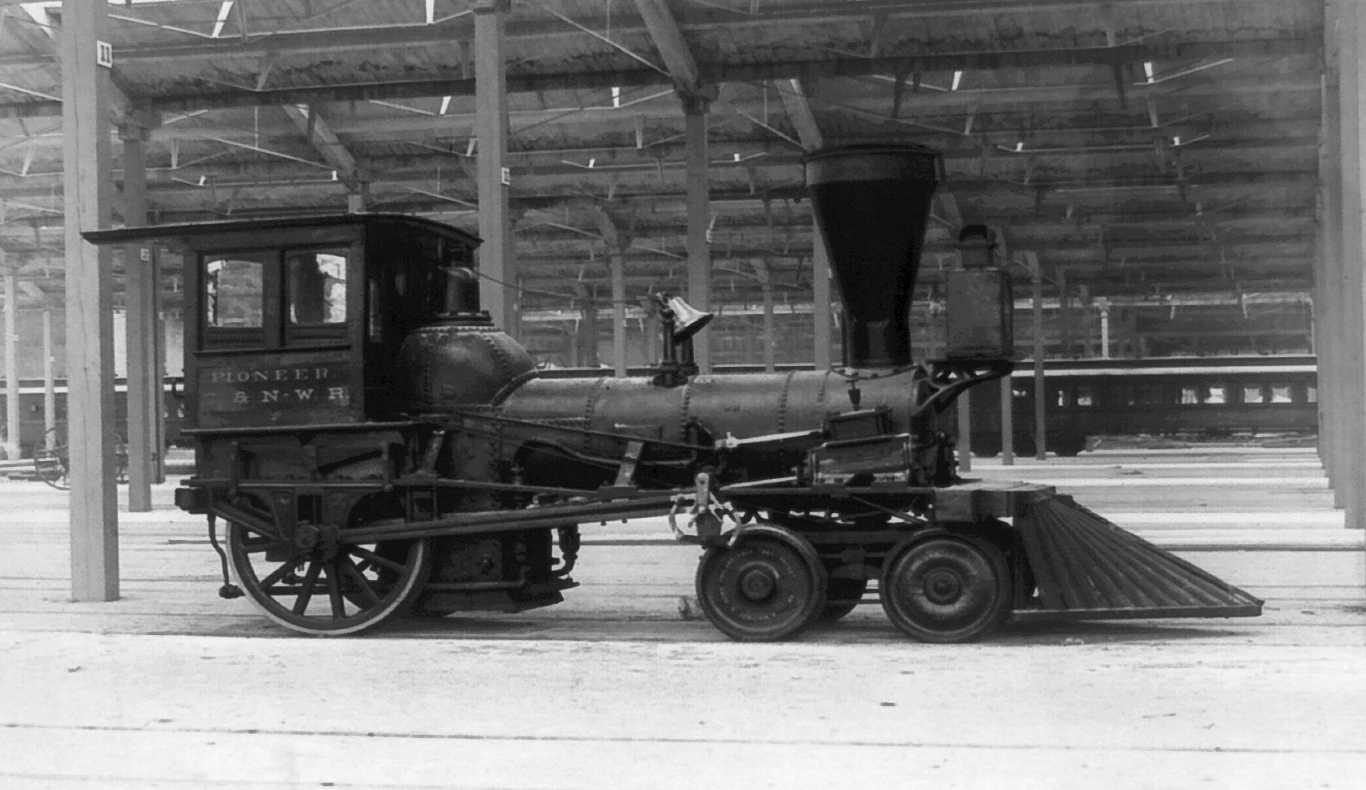
Американський паровоз «Pioneer (паровоз)» типу 2-1-0

Тип 2-1-0 — паровоз з двома бігунковими і однією рушійною осями.
Інші методи запису:
- Американський — 4-2-0 («Джервіс»)
- Французький — 210
- Німецький — 2А
- Турецький — 13
- Швейцарський — 1/3

## Історія
Першим паровозом типу 2-1-0 став «Experiment» (пізніше перейменований в «Brother Jonathan») для Albany and Schenectady Railroad, випущений в 1832 на West Point Foundry. Автором конструкції був Джон Джервіс, в честь якого згодом даний тип і отримав прізвисько Джервіс. Згодом даний тип отримав деяке поширення, оскільки в порівнянні з паровозами типу 0-2-0 паровози типу 2-1-0 краще вписувалися в криві. У результаті багато паровозів типу 0-2-0 пізніше були перероблені в 2-1-0.
В 1834 році Міллером була запатентована конструкція, коли частина ваги локомотива передається на тендер. Згодом паровози типу 2-1-0 з такою конструкцією почав будувати Маттіас Вільям Балдвін (наприклад, «Піонер» у 1837). З 1835 року паровози типу 2-1-0 також масово будувалися на заводі Вільяма Норріса. Особливістю паровозів Норріса стало укорочення колісної бази, шляхом розміщення рушійних осей перед топкою, що покращувало вписування локомотива в криві, хоча і погіршувало динаміку в цілому. Паровози Норріса поставлялися також на англійську Birmingham and Bristol Railway, на якій були підйоми до 2,65 %.
Поява на американських залізницях більш сильних паровозів типу 2-2-0 призвело до скорочення випуску типу 2-1-0, які тепер в основному використовувалися для водіння легких пасажирських поїздів. Кульмінацією розвитку типу 2-1-0 став розроблений в 1846 паровоз типу Крамптон з низьким розташуванням котла і з розташованими за топкою великими рушійними колесами.
У 1850-ті роки випуск паровозів типу 2-1-0 був припинений.